# Katana Zero
Katana Zero est un jeu d'action-plates-formes en deux dimensions développé par Askiisoft et édité par Devolver Digital sur PC et Nintendo Switch le 18 avril 2019.

## Présentation du jeu
Ce jeu d'action et de plates-formes en deux dimensions linéaire développé par Askiisoft permet de s'incarner en un samouraï, un assassin, au sabre tranchant et aux multiples acrobaties, dans les décors des franges d'une mégalopole (friche industrielle, boîte de nuit, prison, poursuite sur autoroute, etc.), et dans des couleurs noires et fuchsia. L'univers peut évoquer la série Shinobi ou Ninja Gaiden des années 1980, mais ce jeu néo-rétro comprend des séquences intenses et spectaculaires qui emportent les joueurs dans une expérience déstabilisante : « Katana Zero est un jeu capable de s'engager en « wheelie » sur l'autoroute de l'hommage-cliché, pour sortir d'un long dérapage confronté à la bretelle de l'expérience méta. »,. 
Ce jeu s'inspire fortement de Hotline Miami,,. Il est question de violence à outrance, d'une mise en scène hypnotique, demandant au joueur de la réaction et de la rapidité d'improvisation. Les essais successifs permettent au joueur de planifier et d'affuter ses mouvements. Seul le fait que le jeu soit de côté diffère de cet autre jeu.

## Système de jeu
Katana Zero n'inclut aucune barre de vie. À la manière de Hotline Miami, être touché vous tue instantanément. Le joueur se déplace horizontalement (side-scrolling), en essayant de tuer tous les ennemis des niveaux en utilisant son sabre sur divers éléments du décor. Il peut dévier les balles, ralentir le temps pendant un instant et esquiver les attaques en faisant une roulade. Vous pouvez aussi vous téléporter quand vous jouez le samouraï nommé Quinze (Fifteen).
Le jeu comporte un système de conversation avec les autres personnages, dans lequel le joueur doit choisir ses réponses ou couper la parole.
Katana Zero a plusieurs fins différentes, qui peuvent terminer à des endroits différents selon les choix que vous prenez, des informations importantes se débloquent aussi via le système de choix de réponses.

## Développement et sortie
Le programmeur du jeu est Justin Stander et la bande-son synthwave est composée par Bill Kiley et Ludowic.
Le développement est annoncé « 100 % terminé » le 27 février 2019, et le jeu sort le 18 avril 2019 sur PC et Nintendo Switch.
En Australie, Katana Zero est d'abord interdit avant de finalement recevoir une classification R18+ (interdit aux moins de 18 ans), à cause de la représentation de drogues dures.